# Aleksandr Rou
Aleksandr Artúrovich Rou (1906—1973) fue un director de cine soviético y autor de diversas películas, producidas con cuentos rusos. Fue nombrado artista del pueblo de RSFSR (1968).

## Biografía
Aleksandr Rou nació el 24 de febrero de 1906 en una ciudad de Yúrievets, óblast de Ivánovo. Su padre fue el ingeniero irlandés Arthur Howard Rowe, que en año 1905 llegó a Rusia para mejorar la producción de harina. Se casó con una griega que trabajaba en Yúrievets. En 1906 les nació el hijo Alexandr, griego por la madre e irlandés por el padre, que sería un famoso director de cine soviético. En el año 1914 Arthur Rowe volvió a su patria, habiendo dejado en Rusia su familia.
Desde los diez años Aleksandr tuvo que trabajar para ayudar a su madre enferma, él vendía mercería artesanal. Al acabar siete años de colegio, entró en un técnicum económico-industrial (escuela de formación profesional). Desde 1921 trabajó en el teatro agitador «La Blusa Azul». Del técnicum pasó a la escuela de cine de Borís Chaikovski, que terminó en 1930, después estudió en el Técnicum de Drama María Yermólova, el que terminó en 1934.
Desde 1930 Aleksandr Rou trabajó en el estudio de cine «Mezhrabpomfilm» como asistente de Yákov Protazánov en las producciones de películas como «Las marionetas» (1934) y «La novia sin dote» (en ruso: Безприданница) (1937) y con otros directores de cine.
Desde 1937 fue director del estudio de cine de «Soyuzdetfilm» (después — Estudios de Cine Gorki). Su primer trabajo independiente fue una película, basada en el cuento «Por orden del lucio», lo que en ruso es: "По щучьему веленью" (1938). Precisamente el cine de cuentos para todas las edades fue el tema principal de su obra.
Aleksandr Rou filmó varios cuentos rusos populares como «Vasilisa la Hermosa» (1939), «Kaschéi el Inmortal» (1944), «María, la maestra de arte» (1959), «Morozko» (1965, la película recibió el Premio de «León de Oro» en el XVII Festival Internacional de Cine de Venecia de las películas de niños y de adolescentes), «Fuego, agua y… tubos de cobre» (1968), «Varvara la Bella, de la larga trenza» en ruso: "Варвара-краса, длинная коса" (1969), «Los Cuernos Dorados» (1972). La otra dirección de su artificio fue la producción de las películas por motivos de las obras clásicas, rusas y mundiales — «Koñok-Gorbunok» (1941), «La noche de mayo o la ahogada» (1952), «Nuevas aventuras del Gato con botas» (1957), «Veladas en un caserío de Dikanka» (1961), y de los cuentos modernos literarios como «El Reino de los Espejos Encorvados» (1963). En colaboración con el coreógrafo Rostislav Zajárov Aleksandr Rou produjo la película de ballet «Zapatillo de cristal» (1960).
En 1961, Aleksandr Rou obtuvo el título del artista emérito de la RSFSR y en 1968, del artista del pueblo de la RSFSR.
Aleksandr Rou murió el 28 de diciembre de 1973 en Moscú. Ya después de su muerte, según su argumento Guennadi Vasíliev produjo la película de «Fínist, el Falcón Claro» en ruso: "Финист — Ясный Сокол" (1975).

## Premios y distinciones
Festival Internacional de Cine de Venecia
| Año  | Categoría             | Película | Resultado |
| ---- | --------------------- | -------- | --------- |
| 1965 | Gran Premio San Marco | Morotzco | Ganador   |